# Les Guerriers de l'ombre
Cet article possède un paronyme, voir Les Guerriers dans l'ombre.
Pour Le livre et le film de Jean-Christophe Notin, voir Jean-Christophe Notin.
Les Guerriers de l'ombre ou Assaut sur l'île du Diable (titre original : Assault on Devil's Island) est un téléfilm américain réalisé par Jon Cassar en 1997.

## Synopsis
Hulk Hogan mène une équipe d'élite de Navy Seals choisis pour une mission audacieuse afin de sauver un groupe de personnes pris en otage par un cartel de la drogue qui veut libérer leur chef.

## Fiche technique
- Scénario : Michael Berk, Douglas Schwartz, Cal Clements Jr. et Steven McKay
- Pays d'origine : USA
- Durée : 96 minutes

## Distribution
- Terry 'Hulk' Hogan (VF : Pascal Renwick) : Mike McBride
- Carl Weathers : Roy Brown
- Shannon Tweed : Hunter Wiley
- Martin Kove : Andy Powers
- Trevor Goddard : Fraker
- Chris Douglas : Chase
- Mike White : Derek
- Billy Blanks : Creagan
- Billy Drago : Carlos Gallindo
- Vivienne Sendaydiego : Carol
- David Anthony Pizzuto : Maire
- Kim Faze : Tina
- Eric Hernandez : Manny
- Keith A. Glascoe : Carl
- Sean Lawless : J.J.
- Dennis Neal
- Marc MacCauley : Van Holt
- Peter Haig
- Antoni Cornacchione : Avocat de Gallindo
- John Becker Good
- Bryan Schwartz
- Kristi Borgeous
- Jennifer Lawrence
- Yuri Moris